# Joseph Décembre
Joseph Décembre (Metz, 1836-1906) fue un escritor, historiógrafo, lexicógrafo y masón francés.
Fue autor de varios tratados y diccionarios, publicados en colaboración con su padrastro, Edmond Allonier (1828-1871), bajo el seudónimo colectivo «Décembre-Allonier».

## Obras
- 1862: La Bohème littéraire
- 1863: Ce qu'il y a derrière un testament
- 1864: Typographie et gens de lettres
- Journal général de l'imprimerie et de la librairie
- 1864: Dictionnaire populaire illustré d'histoire, de géographie, de biographie, de technologie, de mythologie, d'antiquités, des beaux-arts et de littérature
- 1866–1868: Dictionnaire de la Révolution française, 1789–1799
- 1867: Les merveilles du nouveau Paris
- 1869: Histoire des conseils de guerre de 1852
- 1868: Le coup d'état du 2 décembre 1851

### Citas
1. ↑  «Joseph Décembre (1836-1906)» (en francés). Biblioteca Nacional de Francia. Consultado el 29 de julio de 2018.